# John W. Kronik
John W. Kronik (Viena, 18 de mayo de 1931-Los Ángeles, 25 de enero de 2006) fue un hispanista estadounidense de origen austriaco.

## Biografía
Nacido en 1931 en la ciudad austriaca de Viena, emigró de niño junto a su familia a los Estados Unidos. Kronik, que fue profesor en Cornell University, se especializó en el estudio de la literatura española, en especial de autores como Benito Pérez Galdós y Leopoldo Alas Clarín, su tesis doctoral (1960), titulada The short stories of Leopoldo Alas (Clarín) : an analysis and census of the characters, versaría sobre este, además de escribir sobre Emilia Pardo Bazán. Autor de numerosos artículos sobre la materia, su único libro completo publicado fue La Farsa (1927-1936) y el teatro español de preguerra (Castalia,1971). Falleció el 22 de enero de 2006 en Los Ángeles.